# 李寧 (企業)

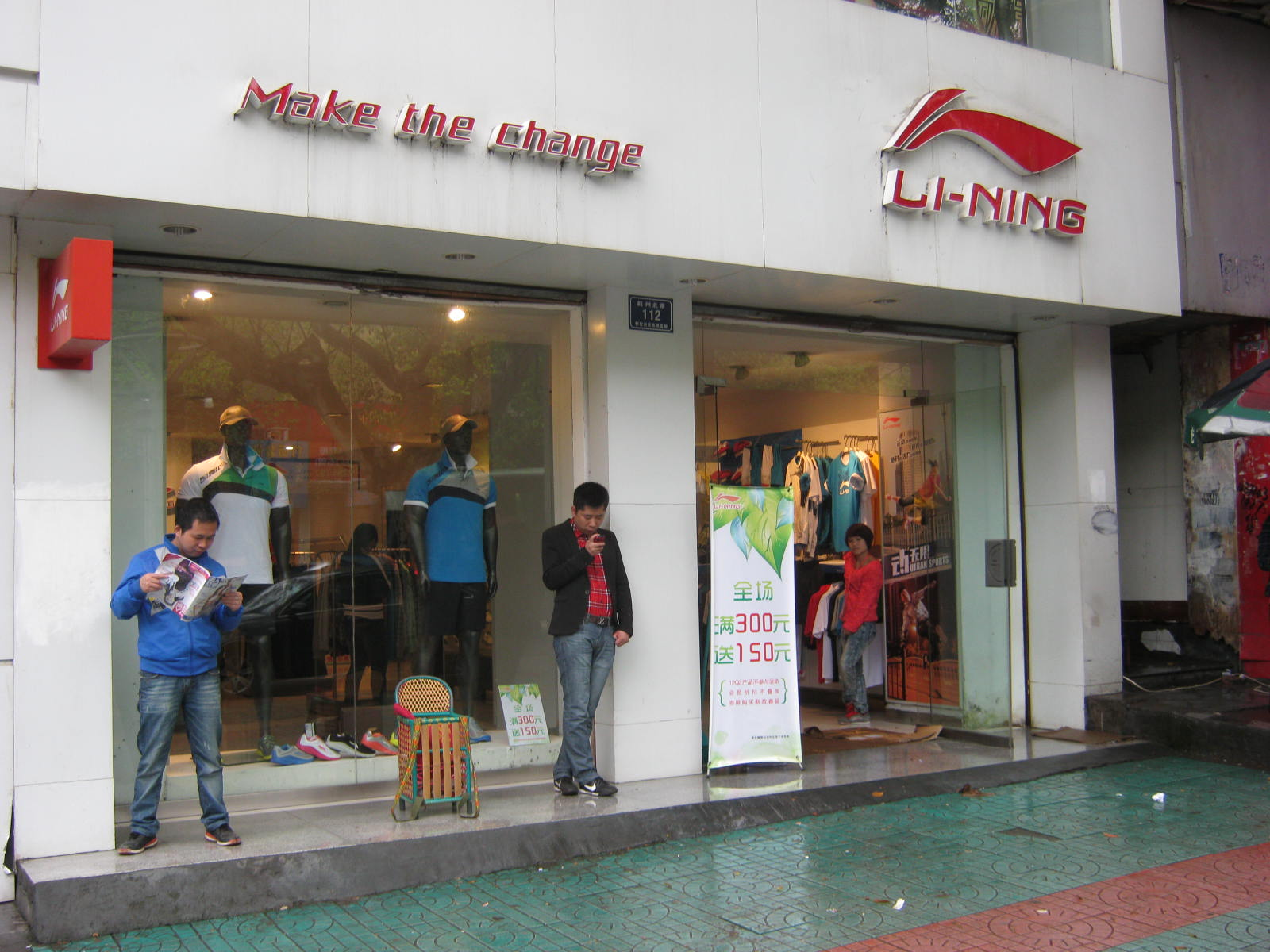
李寧の店舗

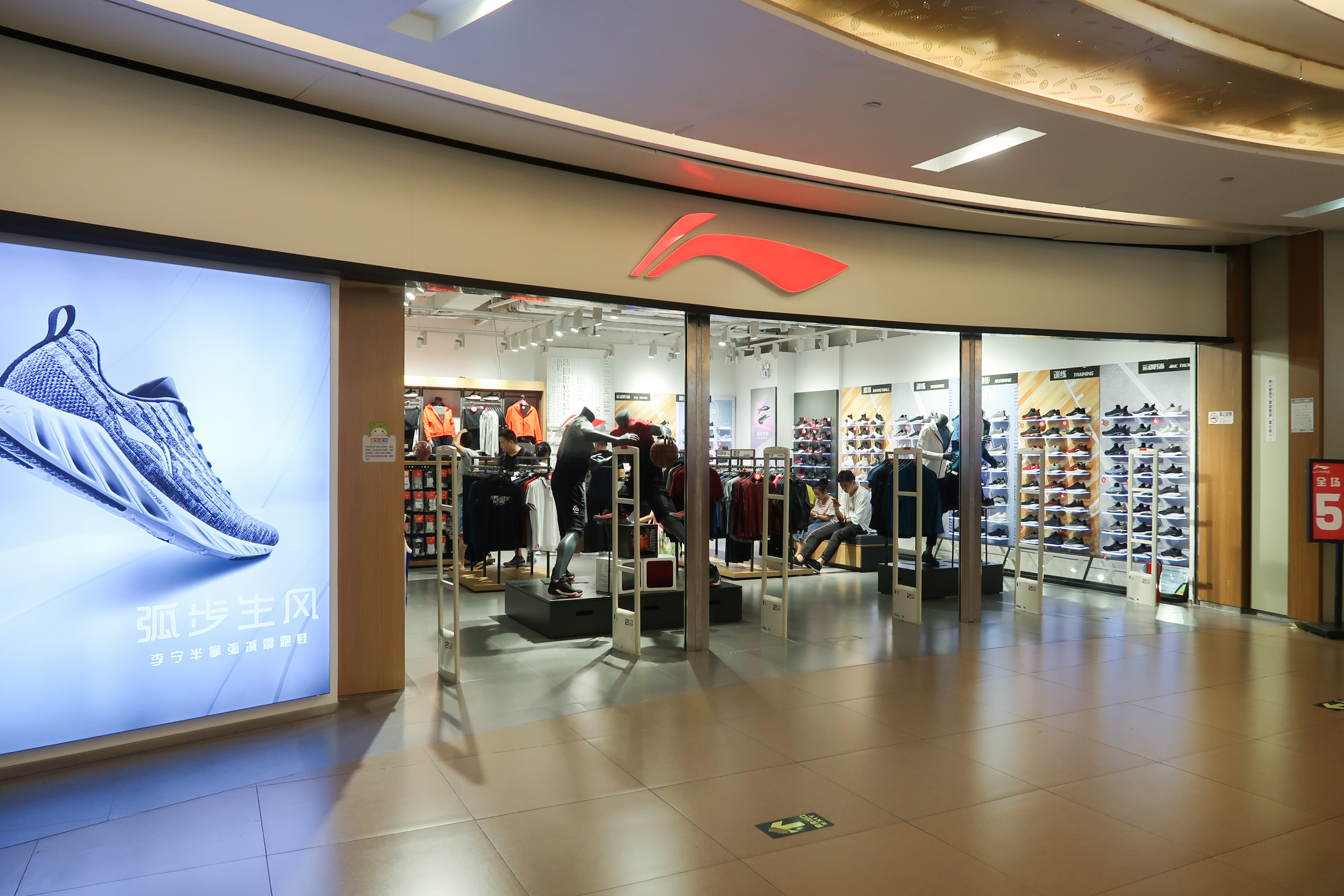
李寧の店舗。広東省深圳市のもの。

李寧有限公司（りねいゆうげんこうし、Li-Ning Company Limited）は中華人民共和国の大手スポーツウェア、スポーツ用品メーカー。Li-Ning（リーニン ）のブランド名で靴やアクセサリーを含めたスポーツウェアのデザイン・開発・製造・販売を行っている。自らオリンピック体操選手であった創業者李寧（Li Ning）の姓名をブランドとしたシューズ、ウェアなどを製造・販売している。
バスケットボール市場に力を注ぎ、2004年アテネ五輪男子金メダルのアルゼンチン代表チーム、2006年男子世界選手権優勝のスペイン代表チームとユニフォーム提供の契約を結んだ。
中国国内でのスポーツメーカー市場シェアはナイキ、アディダスに次ぐ第3位である。

## 騒動
2022年9月、秋冬物の新作を発表した際にアーミーグリーンのジャケットと耳当て付きの帽子のセットが、第二次世界大戦中の旧日本軍の軍服に類似しているとして中国のネットユーザー内で炎上した。同年10月19日、謝罪文を発表し、問題となったデザインはパイロットの服装に着想を得ており、帽子のデザインは古代中国のかぶとや、昔ながらの耳当て付きの帽子に由来するものであると釈明した。